# Michel-Ange – Auteuil metróállomás
A Michel-Ange – Auteuil egy metróállomás Franciaországban, Párizsban a párizsi metró 9-es és 10-es metróvonalán. Tulajdonosa és üzemeltetője a RATP.

## Metróvonalak
Az állomást az alábbi metróvonalak érintik:
- 9-es metróvonal
- 10-es metróvonal

## Kapcsolódó állomások
A metróállomáshoz az alábbi állomások vannak a legközelebb:
- Michel-Ange – Molitor (Pont de Sèvres, 9-es metróvonal)
- Jasmin (Mairie de Montreuil, 9-es metróvonal)
- Porte d’Auteuil (Boulogne – Pont de Saint-Cloud, 10-es metróvonal)
- Église d’Auteuil (10-es metróvonal)